# پشچنک

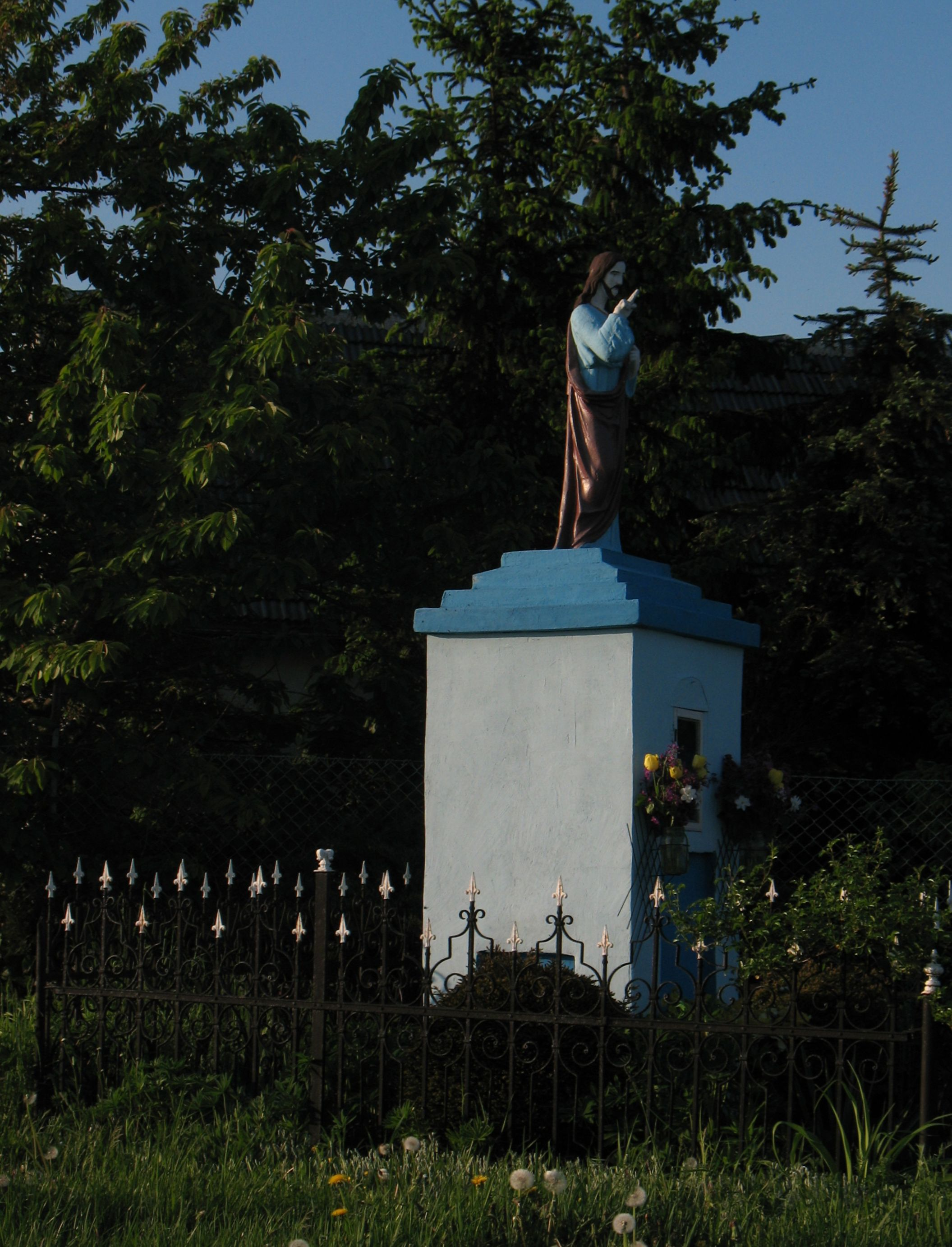
روستای پشچنک

پشچنک (به لهستانی:  Pyszczynek) یک روستا در لهستان است که در گمینا گنگزنو واقع شده‌است. پشچنک ۱۰۰ نفر جمعیت دارد.